# Clover (Wirginia)
Clover – jednostka osadnicza w Stanach Zjednoczonych, w stanie Wirginia, w hrabstwie Halifax.